# Чужие здесь не ходят
«Чужие здесь не ходят» — советский приключенческий фильм режиссёров Анатолия Вехотко и Романа Ершова, снятый по мотивам повести А. Ромова «Соучастник».

## Сюжет
Молодой лейтенант милиции Косырев расследует кражу денег из сейфа управления рыболовецкого колхоза. Главный подозреваемый — рецидивист Чума, скрывающийся в лесном заказнике.

## В ролях
- Владимир Басов (мл.) — Косырев Валерий Петрович, лейтенант милиции
- Лариса Гузеева — Наташа Уланова, сестра лесника
- Юрий Беляев — Чумаков «Чума»
- Лин Варфоломеев — Даев Пётр Лаврентьевич, бакенщик
- Сергей Козырев — Уланов Николай Андреевич, лесник
- Сергей Бехтерев — Колупан Витя, конюх

## Съёмочная группа
- Авторы сценария: Павел Финн, Владимир Валуцкий по мотивам повести Анатолия Ромова
- Режиссёры-постановщики: Анатолий Вехотко, Роман Ершов
- Оператор-постановщик — Александр Чечулин
- Художник-постановщик — Владимир Костин
- Композитор — Ефрем Подгайц
- Звукооператор — Г. Лукина
- Главный консультант — Генерал-майор милиции Михаил Михайлов
- Монтаж — И. Головко
- Редактор — А. Поздняков
- Оркестр Ленинградского государственного академического театра оперы и балета им. С. М. Кирова

Дирижёр — Владимир Рылов
- Директор картины — Геннадий Матюшин

## Технические данные
- Фильм снят на плёнке Шосткинского п/о «Свема».